# Marianne Comolli
Pour les articles homonymes, voir Comolli.
Marianne Comolli (née Marianne Scotto di Vettimo) est une écrivaine et journaliste française, spécialiste de cuisine, née le 4 avril 1939 à Skikda et morte le 3 mars 2016 à Suresnes.

## Biographie
Marianne Comolli collabore notamment à Psychologies magazine et à Cosmopolitan.

## Publications
- Les Carnets de cuisine. 1, Volailles, lapins, pigeons, 111 recettes pas à pas, Hachette,1978
- Les Carnets de cuisine. 2, Légumes des quatre saisons, 128 recettes pas à pas, Hachette, 1978
- Les Carnets de cuisine. 6, Potages, soupes et consommés, 143 recettes pas à pas, Hachette, 1978
- Les Carnets de cuisine. 7, Poissons de mer et de rivière, 113 recettes pas à pas, Hachette, 1978
- Les Carnets de cuisine. 8, Le Bœuf en 100 manières, 100 recettes pas à pas, Hachette, 1978
- Les Carnets de cuisine. 3, Gril, broche et barbecue, 131 recettes pas à pas, Hachette, 1979
- Les Carnets de cuisine. 5, Pâtes aux mille saveurs, 100 recettes pas à pas, Hachette, 1979
- Les Carnets de cuisine. 10, Petite et grande pâtisserie, 99 recettes pas à pas, Hachette, 1979
- Les Carnets de cuisine. 11, Le Veau en 105 manières, 105 recettes pas à pas, Hachette, 1979
- Les Carnets de cuisine. 9, Gratins, tourtes et tartes, 113 recettes pas à pas, Hachette, 1979
- Les Carnets de cuisine. 17, Cuisine aux produits laitiers, 103 recettes pas à pas, Hachette, 1979
- Les Fruits de mer en 99 manières, Hachette, 1979
- Desserts et entremets : 98 recettes pas à pas, Hachette, 1979
- Les Carnets de cuisine. 24, Recettes minceur pour gourmands, 91 recettes pas à pas, Hachette, 1980
- Les Carnets de cuisine. 26, Glaces, desserts glacés, friandises, 113 recettes pas à pas, Hachette, 1980
- Les Carnets de cuisine. 30, Recettes pour débutants, grands et petits, 101 recettes pas à pas, Hachette, 1980
- Les Grands carnets de cuisine. Le Veau en 105 manières ; Le Bœuf en 100 manières ; Légumes des quatre saisons, Hachette, 1980
- Les Carnets de cuisine. 44, Agneau, mouton, chevreau, 100 recettes pas à pas, Hachette, 1982
- Les Carnets de cuisine. 47, Pains, brioches, gâteaux, 84 recettes pas à pas, Hachette, 1982
- La Riviera d'Alain Ducasse : recettes au fil du temps, texte Alain Ducasse et Marianne Comolli , Albin Michel, 1992
- Secrets gourmands, Pierre Hermé, Marianne Comolli , Larousse, 1994
- Saveurs du Japon : traditions et recettes d'une grande cuisine, recettes Hirohisa Koyama, texte Marianne Comolli, Albin Michel, 1998
- Secrets gourmands : Pierre Hermé, pâtissier, texte Marianne Comolli & Pierre Hermé, Éd. Noesis, 2000
- Pasta, recettes de Marianne Comolli ; illustrées par Agathe Hennig, Perrin, 2006
- Secrets de cuisine des sœurs Scotto, Michèle Carles, Marianne Comolli, Élisabeth Scotto ; photographies, Édouard Sicot, Chêne, 2007
- Chic, nos desserts préférés !, Michèle Carles, Marianne Comolli, Élisabeth Scotto ; photographies, Édouard Sicot, Chêne, 2011
- Chic, nos plats végétariens !, Les sœurs Scotto, Michèle Carles, Marianne Comolli ; photographies, Édouard Sicot, Chêne, 2011
- La Bible culinaire des sœurs Scotto : 500 recettes indispensables, Michèle Carles, Marianne Comolli, Élisabeth Scotto, Chêne, 2014

## Filmographie
- 1968 : Les Idoles de Marc'O (actrice)
- 1970 : Un coup pour rien (court métrage) de Jean-Louis Comolli (actrice)
- 1970 : Comme je te veux (court métrage) de Jean-Louis Comolli (actrice)
- 1971 : Le Laboratoire de l'angoisse (court métrage) de Patrice Leconte : Mademoiselle Clara (actrice)
- 1975 : La Cecilia de Jean-Louis Comolli (scénario)
- 1981 : L'Ombre rouge de Jean-Louis Comolli (directrice artistique)